# Franz von Schönthan
Franz von Schönthan, eigentl. Franz Schönthan von Pernwaldt (* 20. Juni 1849 in Wien; † 2. Dezember 1913 ebenda) war ein österreichischer Journalist, Schauspieler und Schriftsteller.

Franz von Schönthan, ca. 1896

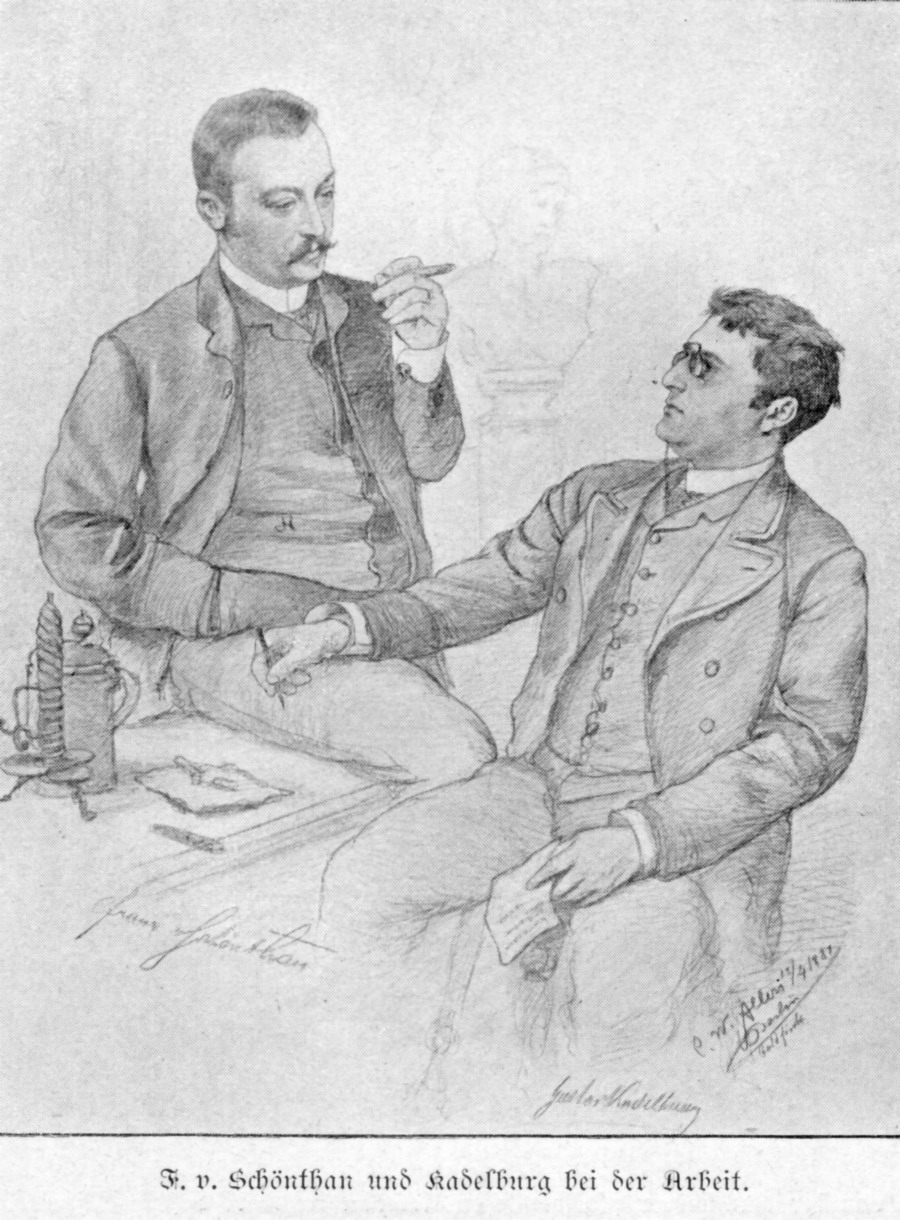
Schönthan (links) mit Gustav Kadelburg, Porträt von C.W. Allers.

## Leben
Franz von Schönthan stammt aus einer alten Kaufmannsfamilie; sein jüngerer Bruder war der Schriftsteller Paul von Schönthan. Auf Wunsch seiner Familie trat er 1867 als Kadett in die k.k. Kriegsmarine ein. Vier Jahre später quittierte er aus gesundheitlichen Gründen den Dienst.
In der Folgezeit nahm Schönthan private Schauspielstunden und konnte bald schon in einer kleinen Statistenrolle am Hoftheater Dessau debütieren. Anschließend wechselte er mit verschiedenen Ensembles u. a. von Zerbst, Köslin und Wesel; dabei avancierte er vom Statisten bis zum „jugendlichen Liebhaber“. Höhepunkt dieser Karriere war sein Gastspiel am Königlichen Schauspielhaus und kurze Zeit darauf sein Auftritt am Residenztheater.
Bereits während dieser Jahre begann Schönthan zu schreiben. Anfangs für verschiedene Zeitungen und Zeitschriften Essays und kleinere Beiträge fürs Feuilleton, später entstanden dann die ersten Bühnenstücke, seinen Durchbruch als Schriftsteller erlebte er am 20. Februar 1879 mit der Uraufführung seiner Komödie Das Mädchen aus der Fremde. Unter den Premierengästen am Thalia Theater (Hamburg) befand sich auch der Direktor der Ersten Berliner Lustspielbühne, Theodor Lebrun, der ihn am selben Abend für sein Wallner-Theater engagierte.
Ab dieser Zeit gab Schönthan das Theaterspielen nahezu auf. 1883 berief man ihn als Oberregisseur an das Wiener Stadttheater; dieses Amt verlor er, als ein Jahr darauf diese Spielstätte durch einen Brand zerstört wurde. Er zog sich für einige Zeit auf sein Gut in Brunn am Gebirge (Niederösterreich) zurück und wohnte dann auch immer wieder für einige Zeit in Berlin. Dieses Pendeln war nötig geworden, da er ab 1887 in der Redaktion der Berliner Lustigen Blätter mitarbeitete und daneben aber auch immer wieder für das Wiener Tagblatt schrieb. Zwischen 1888 und 1896 ließ er sich als Schriftsteller in Blasewitz (Dresden), ab 1892 in dem für ihn errichteten Pernwaldhaus nieder.
1896 ging Schönthan nach dem Verkauf seiner Blasewitzer Villa zurück nach Wien und blieb dort für den Rest seines Lebens. Er starb dort mit 64 Jahren und fand seine letzte Ruhestätte auf dem Döblinger Friedhof in Wien, Gruppe 32, Grab Nr. 29. In seinem letzten Lebensjahr hatte er noch das Drehbuch zu einem frühen deutschen Detektivfilm beigesteuert: Wo ist Coletti? (1913).
Doris von Schönthan wurde von ihm als kleines Waisenkind adoptiert.
Seine Urenkelin, die Schauspielerin Gabriele Philipp, Ehefrau des Schriftstellers Paul Frischauer, nahm als Schriftstellerin in den 1960er Jahren das Pseudonym Gaby von Schönthan an.
Im Jahr 1961 wurde in Wien-Donaustadt (22. Bezirk) der Schönthanplatz nach ihm und seinem Bruder Paul von Schönthan benannt.

## Rezeption
Bis auf seine Komödie Der Raub der Sabinerinnen (1884), ein gemeinsam mit seinem Bruder verfasstes Stück („Herr Direktor, da strömt schon wieder einer“), war Schönthan mit seinen Theaterstücken kein längerer Erfolg beschieden. Bei der Uraufführung 1885 spielte er darin den Theaterdirektor Striese. In vielen seiner Stücke thematisierte er überspitzt die Zustände beim Militär, die aber beim Publikum kaum über das Tagesinteresse hinausreichten. Außer mit seinem Bruder arbeitete er auch mehrere Male mit den Schriftstellern Franz Koppel-Ellfeld, Gustav von Moser und anderen zusammen.

## Werke

Inszenierungsfoto Im bunten Rock (Dresden, 1905)

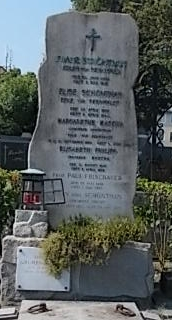
Grabstätte Franz von Schönthan

- Circusleute. Komödie in 3 Acten. Bloch, Berlin 1894.
- Die goldene Eva. Lustspiel in 3 Akten. Bloch, Berlin 1896
- Die goldene Spinne. Schwank in vier Aufzügen. Reclam, Leipzig 1885. (Digitalisat)
- Im bunten Rock. Lustspiel in drei Akten. Bloch, Berlin 1902 (zusammen mit Wolf Ernst Hugo Emil von Baudissin)[3]
- Kleine Hände. ein Lustspiel in drei Aufzügen. Nach dem Französischen des Eugène Labiche. Reclam. Leipzig 1884
- Kleine Münze. Epigramme und Sinnsprüche. Conitzer, Berlin 1890.
- Kleinere Humoresken. Erzählungen. (4 Bde., zusammen mit Paul von Schönthan) Reclam, Leipzig  1882–1887.
- Komtesse Guckerl. Lustspiel in drei Akten. Bloch, Berlin 1895 (zusammen mit Franz Koppel-Ellfeld)
- Krieg im Frieden. Lustspiel in fünf Akten. Bloch, Berlin 1880 (zusammen mit Gustav von Moser)
- Das Mädchen aus der Fremde. Lustspiel in vier Aufzügen. Reclam, Leipzig 1879. (Digitalisat und auch online – Internet Archive)
- Maria Theresia. Kostüm-Lustspiel in vier Akten. 1903.
- Der Raub der Sabinerinnen. Schwank in vier Akten. 1879 (zusammen mit Paul von Schönthan)
- Roderich Heller. Lustspiel in 4 Akten. Bloch, Berlin 1883.
- Der Schwabenstreich. Lustspiel in 4 Akten. Bloch, Berlin 1883.
- Sodom und Gomorrha. Schwank in 4 Akten. 1879. (Digitalisat)
- Unsere Frauen. Lustspiel in 5 Akten. Bloch, Berlin 1881 (zusammen mit Gustav von Moser)
- Villa Blancmignon. Lustspiel in drei Aufzügen. Reclam, Leipzig 1884. (frei nach Henri Chivot) (Digitalisat)
- Der Zugvogel. Schwank in vier Akten. Bloch, Berlin 1880 (zusammen mit Gustav von Moser).
- Zum wohlthätigen Zweck. Schwank in vier Akten. Bloch, Berlin 1895. (Zusammen mit Gustav Kadelburg)
- Der Retter in der Not. Lustspiel, um 1912 (zusammen mit Rudolf Presber)